# Aeropuerto Internacional de Benina
El Aeropuerto Internacional de Benina (Código IATA: BEN ; Código OACI: HLLB) (en árabe: مطار بنينة الدولي) es el aeropuerto principal de la ciudad de Bengasi, Libia. Está situado en la localidad de Benina, a 19 km al este de Bengasi, de la cual toma su nombre (Bengasi International Airport). El aeropuerto es operado por la Oficina de Aviación Civil y meteorología de Libia, y es el segundo aeropuerto más grande del país tras el Aeropuerto Internacional de Trípoli. El Aeropuerto Internacional de Benina es también el hub secundario de Buraq Air y de la aerolínea de bandera Libyan Airlines. 
Sus pistas fueron inutilizadas y destruidas el 22 de febrero de 2011 como consecuencia de la represión estatal durante las revueltas antigubernamentales, al sospecharse la concentración de disidentes en él.

## Aerolíneas y destinos
| Aerolíneas          | Destinos                                                                                            |
| ------------------- | --------------------------------------------------------------------------------------------------- |
| Afriqiyah Airways   | Alejandría, Amán, El Cairo, Estambul, Jartum, Kufra, Trípoli, Túnez y Zintan                        |
| Air Mediterranean   | Atenas                                                                                              |
| Berniq Airways      | Al Baida, Alejandría, Dubái-Al Maktoum, El Cairo, Estambul, Jartum, Misurata, Trípoli, Túnez y Yeda |
| Buraq Air           | Trípoli                                                                                             |
| Cham Wings Airlines | Damasco                                                                                             |
| Egyptair            | El Cairo                                                                                            |
| Libyan Airlines     | Alejandría, Amán, Estambul, Kufra, Trípoli, Túnez y Yeda                                            |
| Marathon Airlines   | Atenas                                                                                              |
| Tunisair            | Túnez                                                                                               |